# Enhéduanna
Enhéduanna (𒂗𒃶𒌌𒀭𒈾 en-ḫe2-du7-an-na, „úrnő, An ékköve” vagy „főpapnő, An ékköve”, körülbelül i. e. 2285–2250) akkád hercegnő, Nanna (Szín) holdisten főpapnője Ur városában, sumer nyelvű himnuszköltő. Gyakran a legkorábbi név szerint ismert költőnek tartják. Cím nélküli, gyakran Inanna-himnuszok, Enhéduanna Inanna-himnuszai vagy Enhéduanna himnuszai néven ismert vallásos költeményei a világirodalom legkorábbi fennmaradt emlékei közé tartoznak.
Enhéduanna a sumer panteon istenei közül Inannát tisztelte a leginkább, és nagy szerepet játszott abban, hogy az akkád Istár és a sumer Inanna alakja egybeolvadt a teológiában és gondolkodásban. Ez nagymértékben hatással volt a sumer vallásra.
Összegyűjtötte és sorozattá rendezve kiadta a mezopotámiai templomok tiszteletére énekelt himnuszokat (Sumer templomhimnuszok), Mezopotámiából ez a filológiai szöveggondozás első ismert példája.

## Élete
Az alabástromtányéron, melyen neve fennmaradt, az akkád Sarrukín király leányának nevezik, ami értelmezhető szó szerint és átvitt értelemben is. Amennyiben szó szerint értendő, úgy mutatja, hogy Sarrukín sikeresen nevezte ki családtagjait a befolyásosabb pozíciókba, és ezzel elindította azt a több évszázadon átívelő tradíciót, hogy a király a lányát nevezi ki Nanna főpapnőjévé. Penelope Weadock cikke ötszáz évnyi főpapnő nevét sorolja fel. Az alabástromtálon Enhéduanna „Nanna zirrujának” nevezi magát, ami Joan Westenholz fordítása szerint azt jelenti, hogy Ningal istennőnek, Nanna feleségének a megtestesülése volt.
Élete vége felé Enhéduanna Inannához fordult segítségért, mint azt leghíresebb himnuszában, a Nin-me-sar-rában leírja. Egy lázadó sumer király, Lugal-An ugyanis elmozdította pozíciójából, ami azt mutatja, a helyiek nem fogadták el Enhéduannát. Annette Zgoll úgy tartja, a sumerok úgy hitték, Enhéduanna himnuszainak hatására Inanna közbelépett; a sumerok kilenc csatát vívtak az akkádok ellen, és a papnő unokaöccse, Narám-Szín akkori király sikeresen egyesítette Sumert és Akkádot. Ezután Enhéduannát visszahelyezték pozíciójába.

## Himnuszai
A himnuszok, melyeket Enhéduanna Inannához írt, személyes kapcsolatát fejezik ki az istennővel, így ezek a legkorábbi fennmaradt írások egy ember lelki életéről. Egyben ezek az első irodalmi alkotások, melyek egyes szám első személyben íródtak.
A legterjedelmesebb és a legépebb szövegű a kezdősoráról „Minden erő úrnője” (Nin-me-sar-ra) címen ismert vers. Ebben megnevezi önmagát is, amiben ugyancsak első a sumer irodalomban.
- Nin-me-sar-ra (Inanna dicsőítése), 153 sor, először Hallo és van Dijk fordította le (1968), később Annette Zgoll (1997) németre.
- In-nin sa-gur-ra (nevét az első soráról kapta), 274 sor (töredék), Sjoberg tette közzé 1976-ban 29 töredék alapján.
- In-nin me-hus-a (Inanna és Ebih), először Limet fordította le (1969).
- Templomi himnuszok, szerkesztette Sjoberg és Bergmann (1969): 42 különböző hosszúságú himnusz, templomoknak címezve.
- Nanna-himnusz, szerkesztette Westenholz.

Westenholz egy Enhéduannának írt himnusz töredékét is feldolgozta, amelyet névtelen szerző írt; a papnő apoteózisának bizonyítéka.

### A Nin-me-sar-ra
Az első 65 sor az istennő jelzőit sorolja, és Anhoz, a főistenhez hasonlítja. Ezután Enhéduanna egyes szám első személyben elpanaszolja, hogy elüldözték Ur és Uruk városából és templomából, és Nanna közbenjárását kéri. A 122.–135. sorok Inanna isteni tulajdonságait sorolják.
A Nin-me-sar-rát szent írásként tisztelték, és 500 évvel Enhéduanna halála után, a babiloni korszakban az edubbai írnoki iskolában az írnokképzésbe is használták példaszövegként. Zgoll több mint 100 agyagtáblán fennmaradt töredék alapján állította össze fordítását, ami mutatja a szöveg népszerűségét – kevés mezopotámiai irodalmi szöveg maradt fenn ennyi példányban.